# Massachusetts
Massachusetts (anglická výslovnost  [ˌmæsəˈtʃuːsɨts]IPA, výslovnost v češtině [mesečúsec], oficiálně Commonwealth of Massachusetts) je stát nacházející se na východním pobřeží Spojených států amerických, v oblasti Nové Anglie severovýchodního regionu USA. Massachusetts hraničí na severu s New Hampshire a Vermontem, na západě s New Yorkem a na jihu s Connecticutem a Rhode Islandem. Východní a jihovýchodní ohraničení státu tvoří Atlantský oceán.
Se svou rozlohou 27 336 km² je Massachusetts sedmým nejmenším státem USA, v počtu obyvatel (6,8 milionu) je však 15. nejlidnatějším státem a s hodnotou hustoty zalidnění 335 obyvatel na km² je na třetím místě. Hlavním a největším městem je Boston se 670 tisíci obyvateli. Dalšími největšími městy jsou Worcester se 185 tisíci obyvateli, Springfield (155 tisíc obyv.), Lowell (110 tisíc obyv.) a Cambridge (110 tisíc obyv.). Massachusetts patří 309 km pobřeží Atlantského oceánu. Nejvyšším bodem státu je vrchol Mount Greylock s nadmořskou výškou 1063 m. Největšími toky jsou řeky Connecticut, Westfield, Merrimack a Charles.
Na území Massachusetts dorazili první angličtí osadníci, tzv. Otcové poutníci, na lodi Mayflower v roce 1620 a založili zde kolonii, z níž později vzniklo město Plymouth. Jednalo se o druhou úspěšně zřízenou trvalou anglickou kolonii na území dnešních USA. Následovali je puritáni, kteří v Massachusettském zálivu roku 1630 založili v místě pozdějšího Bostonu další kolonii. Ta byla pojmenována podle místního indiánského kmene Mesečusetů, v jejichž jazyce tento název, jak se sami označovali, znamená „lid z velkých kopců“. Obě kolonie byly v roce 1692 královskou listinou sloučeny do společné provincie, která se roku 1776 stala jedním z původních třinácti zakládajících států USA. Massachusetts jako šestý stát v pořadí ratifikovalo Ústavu Spojených států amerických, k čemuž došlo 6. února 1788.
Ve státě Massachusetts sídlí Harvardova univerzita a Massachusettský technologický institut.

## Historie

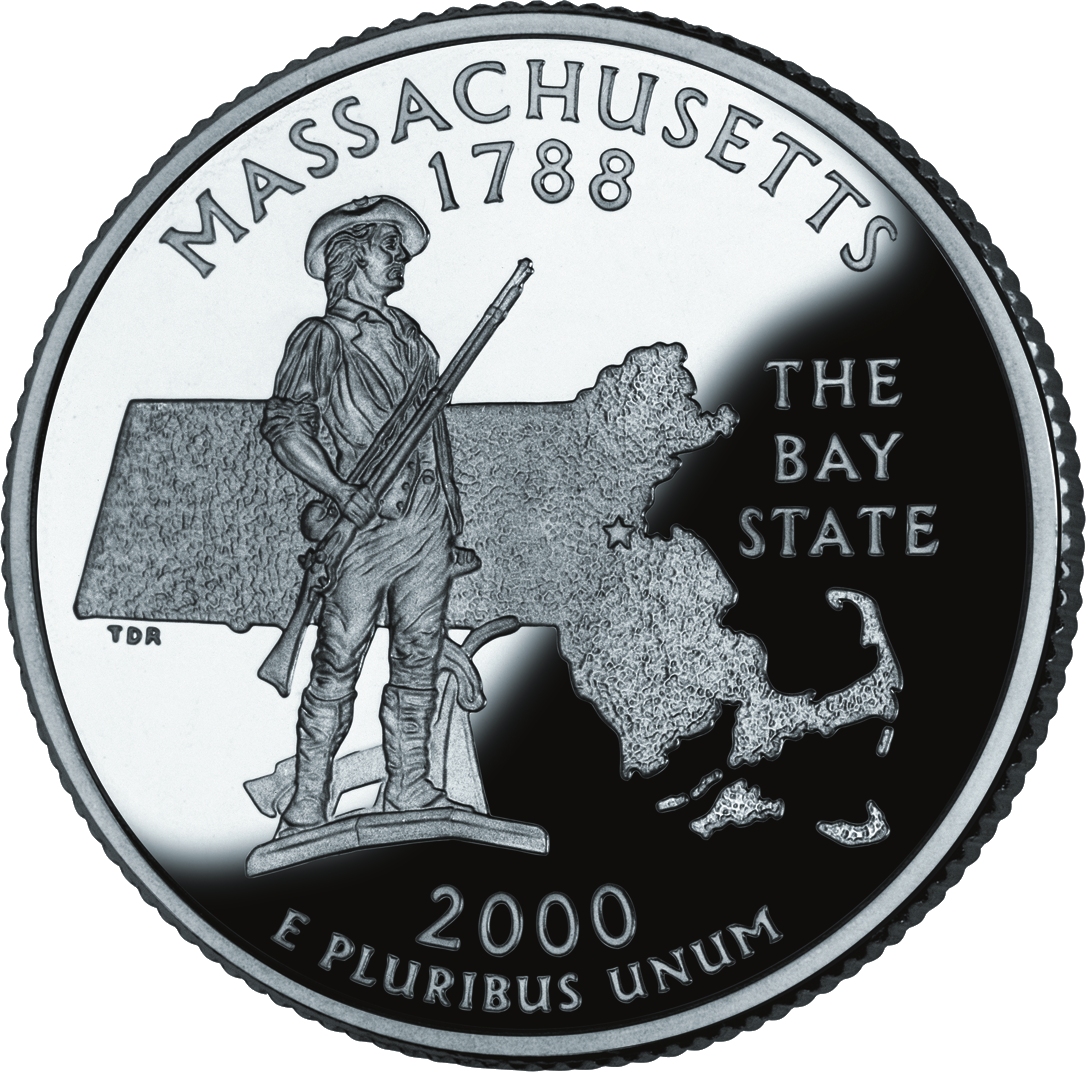
Čtvrtdolar státu Massachusetts (paměťní mince), autor Thomas D. Rodgers

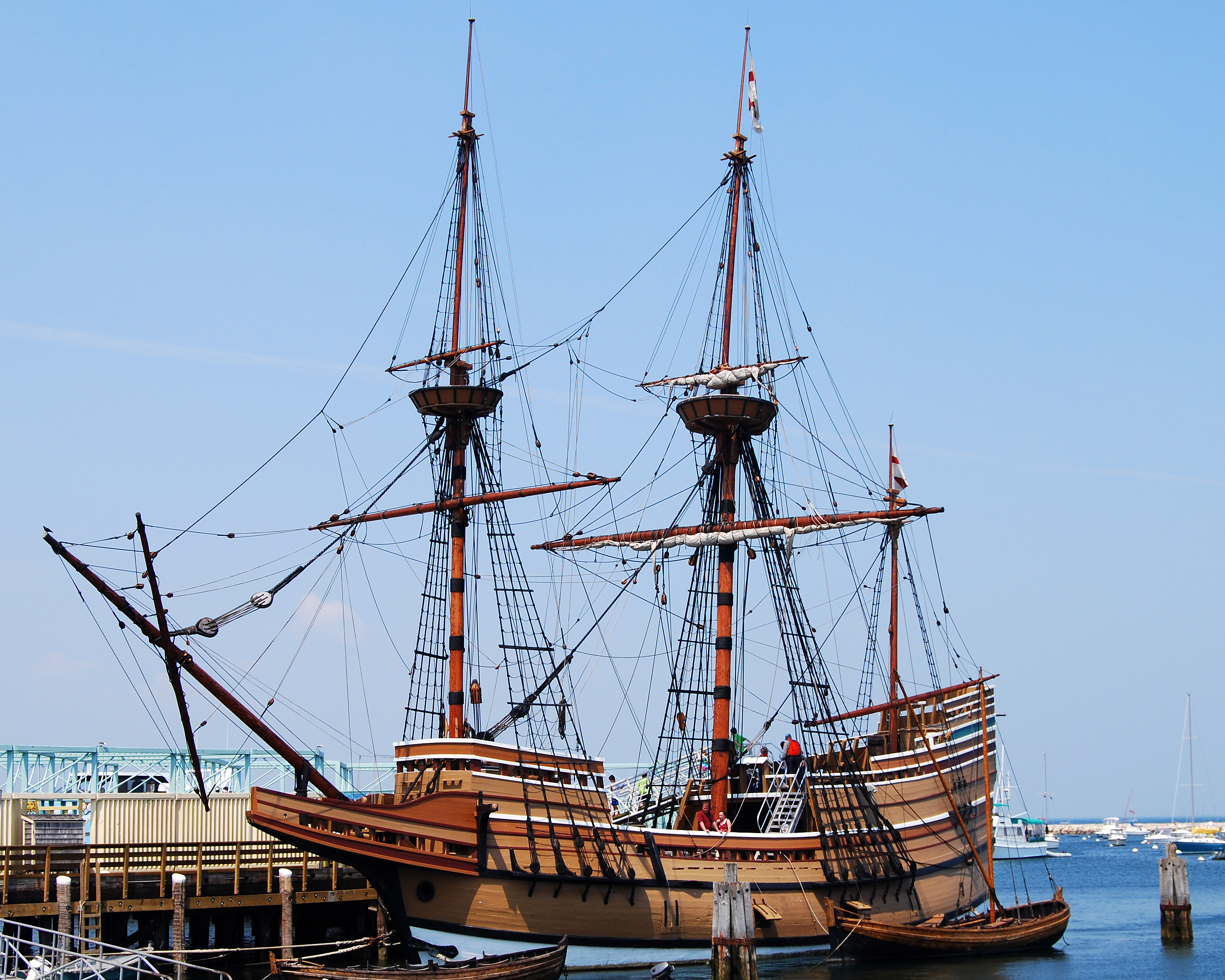
Loď Mayflower II, replika původní Mayflower, v přístavu v Plymouthu

Bylo to právě Massachusetts, kde se usadili první Otcové poutníci – v osadě Plymouth. Zpočátku tvořilo Massachusetts i dnešní Maine a New Hampshire, ty se ale později odtrhly. V roce 1643 kolonie Massachusettská zátoka, Plymouth, Connecticut a New Haven zformovaly Novoanglickou konfederaci. Massachusetts bylo silně puritánskou kolonií, která netolerovala ostatní náboženství – po roce 1660 se odtrhly kvakerské Connecticut a Rhode Island. Po roce 1675 se v Massachusetts rozmohl zvyk „otroka do každé počestné rodiny“. Massachusetts jako takové vznikly 1691 sloučením Plymouthu a Massachusettské zátoky.
Salemské procesy s čarodějnicemi zde vypukly okolo roku 1692. Životem za ně zaplatilo 24 osob a také dva psi.
V sedmdesátých letech osmnáctého století se Massachusetts staly centrem revoluce. Roku 1773 se zde konal protest proti britskému impériu, tzv. Bostonské pití čaje. Americkým státem se staly 6. února 1788. Za občanské války byly Massachusetts centrem abolicionismu.

## Demografie

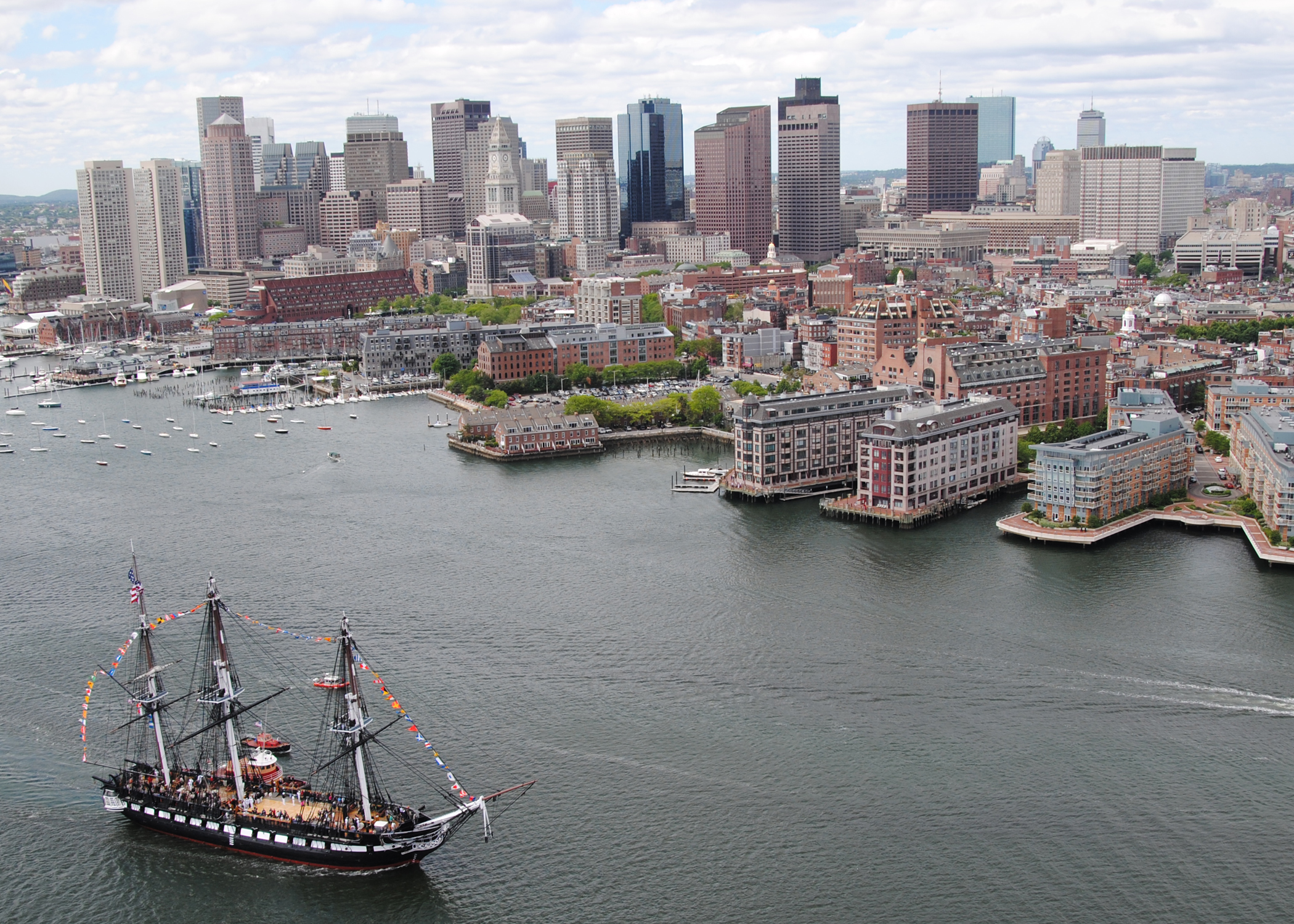
Boston

Podle sčítání lidu z roku 2010 zde žilo 6 547 629 obyvatel.

### Rasové složení
- 80,4 % Bílí Američané
- 06,6 % Afroameričané
- 00,3 % Američtí indiáni
- 05,3 % Asijští Američané
- 00,0 % Pacifičtí ostrované
- 04,7 % Jiná rasa
- 02,6 % Dvě nebo více ras

Obyvatelé hispánského nebo latinskoamerického původu, bez ohledu na rasu, tvořili 9,6% populace.
Hlavně ve městě Bostonu a okolí se usídlilo mnoho lidí irského původu, tady se taky rozvinul známý klan Kennedyů. Kromě nich ve městech žijí často i původem Italové. V západní částí státu v průmyslových městech převažují původem Frankokanaďané, kteří se zde usídlili jako dělníci. Přesto ve venkovských městečkách ještě existuje původní kultura presbyteriánských obcí, které jsou stále blízko idejím původních otců zakladatelů.

### Náboženství
- stav z roku 2001
- křesťané — 79 %
  - římští katolíci — 47 %
  - protestanti — 31 %
    - United Church of Christ – 4 %
    - baptisté — 4 %
    - episkopální církve – 3 %
    - metodisté — 2 %
    - letniční církve — 2 %
    - jiní protestanti – 16 %

  - jiní křesťané — 1 %
  - mormoni – 1 %
- židovství – 2 %
- unitáři – 1 %
- jiná náboženství — 1 %
- bez vyznání — 17 %